# PlayStation 2のゲームタイトル一覧 (2007年)
PlayStation 2のゲームタイトル一覧 (2007年)では、PlayStation 2対応として2007年に発売されたゲームソフト（全241タイトル）を発売順に列記する。

## 発売ソフトの形態・変遷
編集者の前田尋之の著書『プレイステーション2パーフェクトカタログ(下巻) 』によると、PlayStation 2向けソフトは前年より100本近く少ない241本と勢いを失っているとする一方、ギャルゲーや乙女ゲームといったアドベンチャーゲームやメディアミックス作品が目立っているという。
オリジナル作品では、北欧神話を題材とした2DアクションRPG『オーディンスフィア』がセガサターン用ソフト『プリンセスクラウン』で知られる神谷盛治が手掛けたことが話題を呼び、開発元であるヴァニラウェアの知名度を上げた。また、『オーディンスフィア』における複数の主人公による複雑な物語は、のちのヴァニラウェア作品『十三機兵防衛圏』にも通ずるとする声もあった。
なお、ヴァニラウェアは同作の少し前に発売した『グリムグリモア』にて、当時の家庭用ゲーム機では珍しかったリアルタイムストラテジーに挑戦している。

日本国外で開発された作品の中には、他の地域から遅れてこの年に発売された作品も複数あった。たとえば異星人の侵略を主題とした『デストロイ オール ヒューマンズ!』の場合、オリジナル版の残虐性の高さからSCEが発売を認めなかったため、バカゲーに仕立てる形で発売にこぎつけた。また、『グランド・セフト・オート・サンアンドレアス』（以下：GTA:SA）はもともとは2005年の秋に発売される予定であり、ここまで延びた理由として移植元の秘蔵データに端を発したトラブル（ホットコーヒー問題参照）などの影響を指摘する声もあった。

## 2007年
| 発売日   | タイトル                                                                                | 発売元                                 | 備考 |
| -------- | --------------------------------------------------------------------------------------- | -------------------------------------- | --- |
| 1月11日  | THE BATTLE OF 幽☆遊☆白書 〜死闘!暗黒武術会〜 120%フルパワー                             | バンプレスト                           | アーケードゲームの移植版。 |
| 1月18日  | シャイニングフォース イクサ                                                             | セガ                                   | シャイニングフォースシリーズの1つ。 |
| 1月18日  | ドラゴンシャドウスペル                                                                  | フライト・プラン                       | フライト・プランの自社発売作品第1弾。 |
| 1月18日  | バイオニクル ヒーローズ                                                                 | エレクトロニック・アーツ               | レゴの玩具シリーズ『バイオニクル』のゲーム化。 |
| 1月18日  | .hack//G.U. Vol.3 歩くような速さで                                                      | バンダイ                               | .hack//シリーズ第2期の最終作 |
| 1月18日  | 名探偵エヴァンゲリオン                                                                  | ブロッコリー                           | テレビアニメ『新世紀エヴァンゲリオン』のセルフパロディ作品で、発売日が複数回変更された |
| 1月25日  | くじびきアンバランス 会長お願いすま〜っしゅファイト☆                                    | マーベラスインタラクティブ             | 漫画『くじびきアンバランス』のゲーム化。 |
| 1月25日  | Grand Theft Auto: San Andreas                                                           | カプコン                               | 同名PCゲームの移植版 |
| 1月25日  | タイトーメモリーズII 上巻                                                               | タイトー                               | アーケードゲーム『スクランブルフォーメーション』ほかを収録。 |
| 1月25日  | WWE 2007 SmackDown! VS RAW                                                              | THQジャパン                            | 当初は2006年12月14日に発売される予定だった |
| 1月25日  | ダンスダンスレボリューション スーパーノヴァ                                             | コナミデジタルエンタテインメント       | アーケードゲームの移植版 |
| 1月25日  | テニスの王子様 ドキドキサバイバル 海辺のSecret                                          | コナミデジタルエンタテインメント       | 『テニスの王子様 ドキドキサバイバル 山麓のMystic』との連動要素あり |
| 1月25日  | 智代アフター 〜It's a Wonderful Life〜                                                  | プロトタイプ                           | 同名PCゲームの移植版。 当初は2006年12月28日に発売が予定されていた。 |
| 1月25日  | トラブルふぉうちゅんCOMPANY☆ はぴCURE                                                   | プリマヴェーラ                         | 女性向け恋愛シミュレーション |
| 1月25日  | ぱちんこ冬のソナタ パチってちょんまげ達人10                                             | ハックベリー                           | パチンコ『CRぱちんこ冬のソナタ』の実機シミュレーター |
| 1月25日  | はぴねす! でらっくす                                                                    | マーベラスインタラクティブ             | PCゲームからの移植、当初は2006年12月14日に発売される予定だった。。 |
| 1月25日  | FLATOUT 2 GTR                                                                           | コナミデジタルエンタテインメント       | 「レーシングゲーム『注意!!!!』」の続編。 |
| 1月25日  | Routes PE                                                                               | アクアプラス                           | PCゲーム『Routes』の移植。 |
| 2月1日   | 聖闘士星矢 冥王ハーデス十二宮編                                                         | バンダイ                               | テレビアニメ『聖闘士星矢 冥王ハーデス編』のゲーム化。 |
| 2月1日   | J.LEAGUE プロサッカークラブをつくろう!5                                                 | セガ                                   | 「プロサッカークラブをつくろう!」シリーズのひとつ。 |
| 2月8日   | アウトラン2SP                                                                           | セガ                                   | 『アウトラン』の続編。 |
| 2月8日   | オレたちゲーセン族 サンダークロス                                                       | ハムスター                             | アーケードゲームの移植版 |
| 2月8日   | オレたちゲーセン族 トリオ・ザ・パンチ                                                   | ハムスター                             | アーケードゲームの移植版 |
| 2月15日  | アップルシード EX                                                                       | セガ                                   | アニメ映画『アップルシード』のゲーム化 |
| 2月15日  | ゼロの使い魔 小悪魔と春風の協奏曲                                                       | マーベラスインタラクティブ             | テレビアニメ『ゼロの使い魔 』のゲーム化。 |
| 2月15日  | ソウルクレイドル 世界を喰らう者                                                         | 日本一ソフトウェア                     | シミュレーションRPG。当初は2007年1月25日に発売を予定していた。 |
| 2月15日  | 緋色の欠片〜あの空の下で〜                                                              | アイディアファクトリー                 | 『緋色の欠片』のファンディスク |
| 2月22日  | ああっ女神さまっ                                                                        | マーベラスインタラクティブ             | 同名テレビアニメのゲーム化 |
| 2月22日  | 蒼い空のネオスフィア 〜ナノカ・フランカ発明工房記2〜                                    | 日本一ソフトウェア                     | 同名PCゲームの移植版 |
| 2月22日  | 機甲装兵アーモダイン                                                                    | ソニー・コンピュータエンタテインメント | ロボットを題材とした戦略シミュレーションゲーム。 |
| 2月22日  | SIMPLE2000シリーズ Vol.113 THE 大量地獄                                                 | ディースリー・パブリッシャー           | 生理的嫌悪をもたらす生物が大量に登場するアクションゲーム |
| 2月22日  | SIMPLE2000シリーズ Vol.114 THE 女岡っピチ捕物長 お春ちゃんGOGOGO!                       | ディースリー・パブリッシャー           | 開国がなされなかった架空の江戸を舞台に、岡っ引きのお春ちゃんの活躍を描いたアクションゲーム。 |
| 2月22日  | 少女魔法学リトルウィッチロマネスク アリアとカヤと黒の塔                                 | サクセス                               | PCゲームの移植版 |
| 2月22日  | そしてこの宇宙にきらめく君の詩 XXX                                                      | データム・ポリスター                   | 『そしてこの宇宙にきらめく君の詩』の続編 |
| 2月22日  | デストロイ オール ヒューマンズ!                                                         | セガ                                   | 1950年代のアメリカを舞台に、異星人による侵略を描いたアクションゲーム。 日本国外では2005年に発売。 |
| 2月22日  | テニスの王子様 CARD HUNTER                                                              | コナミデジタルエンタテインメント       | トレーディングカードゲーム『テニスの王子様』のデジタル版。 |
| 2月22日  | NEOGEOオンラインコレクション 餓狼伝説バトルアーカイブズ2                                | SNKプレイモア                          | 『リアルバウト餓狼伝説』シリーズ3作品を収録。 |
| 2月22日  | パチスロキング! 科学忍者隊ガッチャマン                                                  | バンプレスト                           | パチスロ機『科学忍者隊ガッチャマン』の実機シミュレーター |
| 2月22日  | パチスロ倶楽部コレクション アイムジャグラーEX ジャグラーセレクション                    | コムシード                             | パチスロ機『アイムジャグラーEX』ほか3機種を収録した実機シミュレーター |
| 2月22日  | ひぐらしのなく頃に祭                                                                    | アルケミスト                           | 同名の同人ゲームのアレンジ移植 |
| 2月22日  | ルパン三世 ルパンには死を、銭形には恋を                                                 | バンプレスト                           | |
| 2月22日  | 令嬢探偵〜オフィスラブ事件簿〜                                                          | ディースリー・パブリッシャー           | 恋愛シミュレーションゲームと推理ゲームを合わせた作品で、当初は2006年12月に発売される予定だった |
| 3月1日   | 悪代官3                                                                                 | グローバル・A・エンタテインメント      | 悪代官シリーズ第3弾。 |
| 3月8日   | 雨格子の館                                                                              | 日本一ソフトウェア                     | 当初は2006年10月26日に発売予定だった。 |
| 3月8日   | GuitarFreaks & DrumMania MASTERPIECE GOLD                                               | コナミデジタルエンタテインメント       | 『GuitarFreaks & DrumMania MASTERPIECE SILVER』の続編 |
| 3月8日   | 喧嘩番長2 フルスロットル                                                                | スパイク                               | 『喧嘩番長』の続編。当初は2007年1月に発売が予定されていた。 |
| 3月8日   | セガエイジス2500 Vol.29 モンスターワールド コンプリートコレクション                     | セガ                                   | モンスターワールドシリーズおよびワンダーボーイシリーズを収録。 |
| 3月8日   | 必勝パチンコ★パチスロ攻略シリーズVol.9 CRフィーバー キャプテンハーロック                | ディースリー・パブリッシャー           | |
| 3月8日   | メジャーリーグベースボール 2K6                                                          | スパイク                               | 当初は2006年7月27日に発売予定だった。 |
| 3月15日  | 金色のコルダ2                                                                           | コーエー                               | |
| 3月15日  | 史上最強の弟子ケンイチ 激闘!ラグナレク八拳豪                                            | カプコン                               | 漫画『史上最強の弟子ケンイチ』のゲーム化。 |
| 3月15日  | スポンジ・ボブ                                                                          | THQジャパン                            | |
| 3月15日  | タイガー・ウッズ PGA TOUR 07                                                            | エレクトロニック・アーツ               | |
| 3月15日  | 餓狼伝 Breakblow Fist or Twist                                                          | ESP                                    | |
| 3月21日  | ぱちんこ華王 美空ひばり                                                                 | ハックベリー                           | |
| 3月21日  | ぷよぷよ! Puyopuyo 15th anniversary                                                     | セガ                                   | |
| 3月21日  | 無双OROCHI                                                                              | コーエー                               | |
| 3月21日  | 三國志11 withパワーアップキット                                                         | コーエー                               | |
| 3月21日  | ローグギャラクシー ディレクターズカット                                                 | ソニー・コンピュータエンタテインメント | |
| 3月22日  | ゴッドファーザー                                                                        | エレクトロニック・アーツ               | 同名映画のゲーム化。 |
| 3月22日  | ローゼンメイデン ゲベートガルテン                                                       | タイトー                               | メディアミックス『ローゼンメイデン』のゲーム化。 |
| 3月29日  | ウイニングポスト7 MAXIMUM2007                                                           | コーエー                               | 『ウイニングポスト7』に2007年のデータを適用した作品。 |
| 3月29日  | がくえんゆーとぴあ まなびストレート! キラキラ☆Happy Festa!                              | マーベラスインタラクティブ             | 漫画『がくえんゆーとぴあ まなびストレート!』のゲーム化。 |
| 3月29日  | キングダムハーツIIFINAL MIX+                                                            | スクウェア・エニックス                 | 北米版『キングダム ハーツII』をもとにしたリニューアル版『KINGDOM HEARTS II Final Mix』および、ゲームボーイアドバンス用ソフト『KINGDOM HEARTS Chain of Memories』のリメイクである『KINGDOM HEARTS Re: Chain of Memories』を収録。 |
| 3月29日  | 新牧場物語:ピュア イノセントライフ                                                      | マーベラスインタラクティブ             | 『イノセントライフ -新牧場物語-』の内容強化版 |
| 3月29日  | SIMPLE2000シリーズ Vol.115 THEルームシェアという生活。                                  | ディースリー・パブリッシャー           | |
| 3月29日  | タイトーメモリーズII 下巻                                                               | タイトー                               | アーケードゲーム『オペレーションウルフ』ほかを収録 |
| 3月29日  | VitaminX                                                                                | ディースリー・パブリッシャー           | |
| 3月29日  | 北斗の拳 審判の双蒼星 拳豪列伝                                                          | セガ                                   | アーケードゲーム『北斗の拳』の移植版 |
| 4月1日   | プロ野球スピリッツ4                                                                     | コナミデジタルエンタテインメント       | |
| 4月5日   | NARUTO -ナルト- 疾風伝 ナルティメットアクセル                                           | バンダイ                               | |
| 4月5日   | プロ野球 熱スタ2007                                                                     | ナムコ                                 | 熱スタシリーズの一つ。 |
| 4月5日   | 楽勝!パチスロ宣言5 リオパラダイス                                                       | テクモ                                 | リオパラダイスのパチスロ実機シミュレータ第5弾。 |
| 4月12日  | グリムグリモア                                                                          | 日本一ソフトウェア                     | リアルタイムストラテジー。 |
| 4月12日  | 実戦パチスロ必勝法! ミスターマジックネオ                                                | セガ                                   | パチスロ機「ミスターマジックネオ」の実機シミュレーター |
| 4月12日  | SIMPLE2000シリーズ Vol.116 THE ネコ村の人々 パグ代官の悪行三昧                          | ディースリー・パブリッシャー           | 行方不明の猫姫を探すアクションアドベンチャーゲーム |
| 4月12日  | スプリンターセル 二重スパイ                                                             | ユービーアイソフト                     | スプリンターセルシリーズ第4弾。 |
| 4月19日  | 桜蘭高校ホスト部                                                                        | アイディアファクトリー                 | 同名漫画のゲーム化。 |
| 4月19日  | NEOGEO オンラインコレクションザ・キング・オブ・ファイターズ ネスツ編                    | SNKプレイモア                          | ザ・キング・オブ・ファイターズシリーズのうち、ネスツ編3作品の移植版であり、ドリームキャスト版に準拠している。 |
| 4月19日  | Fate/stay night［Realta Nua］                                                           | 角川書店                               | PCソフト『Fate/stay night』の移植版で、当初は2006年末に発売が予定されていた。 |
| 4月19日  | ペルソナ3フェス                                                                         | アトラス                               | 『ペルソナ3』の内容強化版で、アペンドディスクも版ある。 |
| 4月26日  | 許嫁                                                                                    | プリンセスソフト                       | |
| 4月26日  | エルヴァンディアストーリー                                                              | スパイク                               | 当初は2007年1月に発売が予定されていた。 |
| 4月26日  | お嬢様組曲                                                                              | M3エンターテイメント                   | 同名PCゲームの移植版 |
| 4月26日  | オレンジハニー 僕はキミに恋してる                                                       | マーベラスインタラクティブ             | 同名携帯電話向けアプリケーションの移植版。 |
| 4月26日  | 神曲奏界ポリフォニカ                                                                    | プロトタイプ                           | 同名PCゲームのうち、第0話から第2話を収録。 |
| 4月26日  | THE DOG ISLAND ひとつの花の物語                                                         | ユークス                               | ブランド『THE DOG』のゲーム化。 |
| 4月26日  | ネギま!? どりーむたくてぃっく 夢見る乙女はプリンセス                                    | コナミデジタルエンタテインメント       | 舞姫版あり、歌姫版あり |
| 4月26日  | びんちょうタン しあわせ暦                                                               | マーベラスインタラクティブ             | キャラクター・びんちょうタンを題材とした箱庭ゲームで、当初は2006年8月31日に発売される予定だった。 |
| 4月26日  | ローグ ハーツ ダンジョン                                                                | コンパイルハート                       | 『ローグ』をモチーフとしたRPG。 |
| 5月10日  | SIMPLE2000シリーズ Vol.117 THE 零戦                                                     | ディースリー・パブリッシャー           | 零戦を題材とした3Dシューティングゲーム。 |
| 5月10日  | レッスルキングダム2 プロレスリング世界大戦                                              | ユークス                               | ジャンボ鶴田をはじめとする実在のプロレスラーが登場するプロレスゲーム。 |
| 5月17日  | オーディンスフィア                                                                      | アトラス                               | 『ニーベルングの指輪』をモチーフとした作品。 |
| 5月17日  | シャイニング・ウィンド                                                                  | セガ                                   | シャイニングシリーズの1作品。 |
| 5月24日  | ステート・オブ・エマージェンシー リベンジ                                               | スパイク                               | 当初は2006年8月24日発売予定だった。 |
| 5月24日  | ぱちんこウルトラマン ぱちってちょんまげ達人12                                           | ハックベリー                           | 『CRぱちんこウルトラマン』のシミュレータ。 |
| 5月24日  | メダル・オブ・オナー ヴァンガード                                                       | エレクトロニック・アーツ               | PlayStation 2におけるメダル・オブ・オナーシリーズ第4弾。 |
| 5月31日  | GUILTY GEAR XX ΛCORE                                                                    | アークシステムワークス                 | 同名アーケードゲームの移植版。 |
| 5月31日  | きると〜貴方と紡ぐ夢と恋のドレス〜                                                      | オークス                               | PCゲームからの移植版。初回限定版あり |
| 5月31日  | 実戦パチンコ必勝法!CRアラジンデスティニーEX                                             | セガ                                   | パチンコ『アラジン』シリーズのシミュレータ。 |
| 5月31日  | SIMPLE2000シリーズ Vol.118 THE落武者 〜怒獲武サムライ登場〜                             | ディースリー・パブリッシャー           | |
| 5月31日  | Panic Palette                                                                           | 拓洋興業                               | 初回限定版あり |
| 5月31日  | メタルスラッグ コンプリート                                                             | SNKプレイモア                          | アーケードゲーム『メタルスラッグ』シリーズ7作品を収録 |
| 5月31日  | らぶ☆どろ〜LoveDrops〜                                                                  | ディンプル                             | |
| 5月31日  | リバーライドアドベンチャー フィーチャリングサロモン                                     | レッド・エンタテインメント             | カヤック及びラフティングを題材としたゲームであり、レッド・エンタテインメントによるローカライズ企画「レッド・ワールドセレクション」第1弾にあたる。                                                                                |
| 5月31日  | この青空に約束を― 〜melody of the sun and sea〜                                         | テイジイエル企画                       | |
| 6月7日   | まじしゃんず・あかでみい                                                                | エンターブレイン                       | 同名ライトノベルのゲーム化 |
| 6月7日   | 必勝パチンコ★パチスロ攻略シリーズ Vol.10 CR新世紀エヴァンゲリオン〜奇跡の価値は〜       | ディースリー・パブリッシャー           | パチンコ機「CR新世紀エヴァンゲリオン～奇跡の価値は～」ほか4機種を収録した実機シミュレーター |
| 6月21日  | 俺の下でAGAKE                                                                           | ディースリー・パブリッシャー           | 成人向けPCゲーム『俺の下であがけ』のアレンジ移植。 |
| 6月21日  | グローランサーVI                                                                        | アトラス                               | グローランサーシリーズナンバリング作品第6弾で、『グローランサーV Genelations』と同じ時間軸で起きた出来事が描かれている。 |
| 6月21日  | シムーン 異薔薇戦争〜封印のリ・マージョン〜                                             | マーベラスインタラクティブ             | テレビアニメ『シムーン』を題材としており、時間軸は原作の第9話〜第14話前後にあたる。当初は2006年秋に発売される予定だった。 初回限定版あり                                                                                         |
| 6月21日  | すもももももも 〜地上最強のヨメ〜 継承しましょ!? 恋の花ムコ争奪戦!!                     | マーベラスエンターテイメント           | 漫画『すもももももも 地上最強のヨメ』のゲーム化。初回限定版あり |
| 6月21日  | NEOGEO オンラインコレクション 風雲 SUPER COMBO                                          | SNKプレイモア                          | 「NEOGEOオンラインコレクション」の第8弾で、アーケードゲームの『風雲黙示録 格闘創世』と『風雲 SUPER TAG BATTLE』の移植版を収録している。                                                                                          |
| 6月21日  | マナケミア 〜学園の錬金術士たち〜                                                       | ガスト                                 | アトリエシリーズの流れを汲んだ錬金術RPG プレミアムボックスあり |
| 6月21日  | 戦闘国家・改・レジェンド                                                                | ソリトンソフトウェア                   | DX版あり |
| 6月28日  | アーバンカオス                                                                          | スパイク                               | 特殊部隊とバイカー集団の戦いを描いたアクションシューティング |
| 6月28日  | Que 〜エンシェントリーフの妖精〜                                                        | オークス                               | 初回限定版あり |
| 6月28日  | 十次元立方体サイファー ゲーム・オブ・サバイバル                                         | ヴューズ                               | 初回限定版あり |
| 6月28日  | 新世紀エヴァンゲリオン バトルオーケストラ                                               | ブロッコリー                           | テレビアニメ『新世紀エヴァンゲリオン』を題材とした2D格闘アクション。 |
| 6月28日  | スーパーロボット大戦OG ORIGINAL GENERATIONS                                             | バンプレスト                           | |
| 6月28日  | テイルズ オブ ファンダムVol.2(ティアバージョン)                                         | バンダイナムコゲームス                 | テイルズオブシリーズのファンディスク |
| 6月28日  | テイルズ オブ ファンダムVol.2(ルークバージョン)                                         | バンダイナムコゲームス                 | テイルズオブシリーズのファンディスク |
| 6月28日  | バロック                                                                                | スティング                             | 同名セガサターン用ソフトおよびそのPlayStation移植版である『BAROQUE 歪んだ妄想』をリニューアルした作品。 |
| 6月28日  | 武装錬金 ようこそパピヨンパークへ                                                       | マーベラスインタラクティブ             | テレビアニメ『武装錬金』の後日談 |
| 6月28日  | 魔女っ娘ア・ラ・モードII 〜魔法と剣のストラグル〜                                       | グッドナビゲイト                       | 同名PCゲームの移植版。初回限定版あり |
| 7月12日  | IZUMO零 〜横濱あやかし絵巻〜                                                            | サクセス                               | 同名PCゲームの移植版。 |
| 7月12日  | ポップンミュージック14 FEVER!                                                           | コナミデジタルエンタテインメント       | 同名アーケードゲームの移植版で、2023年9月時点においてはポップンミュージックシリーズの据え置き機向け移植作品でもある。 |
| 7月12日  | Memories Off #5 encore                                                                  | サイバーフロント                       | 当初は2007年2月22日に発売が予定されていた。 |
| 7月19日  | 実況パワフルプロ野球14                                                                  | コナミデジタルエンタテインメント       | |
| 7月19日  | 少年陰陽師 翼よいま、天へ還れ                                                           | 角川書店                               | DXパックあり |
| 7月19日  | のだめカンタービレ                                                                      | バンプレスト                           | |
| 7月26日  | 一騎当千 Shining Dragon                                                                 | マーベラスエンターテイメント           | 限定爆裂パックあり |
| 7月26日  | KOF MAXIMUM IMPACT REGULATION "A"                                                       | SNKプレイモア                          | |
| 7月26日  | 月面兎兵器ミーナ -ふたつのPROJECT M-                                                    | アイディアファクトリー                 | テレビアニメ『月面兎兵器ミーナ』のゲーム化。初回限定版あり |
| 7月26日  | 大都技研公式パチスロシミュレーター シェイクII                                           | パオン                                 | |
| 7月26日  | セガエイジス2500 Vol.30 ギャラクシーフォースII スペシャル エクステンデッド エディション | セガ                                   | アーケードゲーム『ギャラクシーフォースII』の移植版。 |
| 7月26日  | パチパラ14 〜風と雲とスーパー海IN沖縄〜                                                 | アイレムソフトウェアエンジニアリング   | |
| 7月26日  | まほろばStories                                                                         | ディンプル                             | 初回限定版あり |
| 7月26日  | メジャーリーグベースボール 2K7                                                          | スパイク                               | 2007年度のメジャーリーグを基にした野球ゲーム |
| 7月26日  | 夜刀姫斬鬼行 -剣の巻-                                                                   | ナインズフォックス                     | 初回限定版あり |
| 8月2日   | Jリーグウイニングイレブン2007 クラブチャンピオンシップ                                  | コナミデジタルエンタテインメント       | |
| 8月2日   | レミーのおいしいレストラン                                                              | THQジャパン                            | 同名アニメ映画のゲーム化 |
| 8月9日   | キャッスルファンタジア アリハト戦記                                                     | グッドナビゲイト                       | PCゲーム『キャッスルファンタジア アリハト戦記』および『キャッスルファンタジア 聖魔大戦』の移植版を収録 |
| 8月9日   | SIMPLE2000シリーズ Vol.119 THE サバイバルゲーム2                                        | ディースリー・パブリッシャー           | |
| 8月9日   | 翡翠の雫 〜緋色の欠片2〜                                                                | アイディアファクトリー                 | 限定版あり |
| 8月9日   | ファイナルファンタジーXII インターナショナル ゾディアックジョブシステム                 | スクウェア・エニックス                 | 2006年発売の『ファイナルファンタジーXII』にジョブシステムを追加した作品。 |
| 8月9日   | xxx HOLiC〜四月一日の十六夜草話〜                                                       | マーベラスエンターテイメント           | |
| 8月23日  | クイズ&バラエティ すくすく犬福2 〜もっとすくすく〜                                      | コンパイルハート                       | |
| 8月23日  | 戦国無双2 猛将伝                                                                        | コーエー                               | 『戦国無双2』の内容強化版で、『戦国無双2』とのデータ共有機能あり。 |
| 8月23日  | Pure×Cure Re:covery                                                                     | 加賀クリエイト                         | PCゲーム『Pure×Cure』の移植版 |
| 8月30日  | 家庭教師ヒットマンREBORN! ドリームハイパーバトル! 死ぬ気の炎と黒き記憶                  | マーベラスインタラクティブ             | 漫画『家庭教師ヒットマン REBORN!』を題材とした3D対戦アクションゲーム。 |
| 8月30日  | 銀魂 銀さんと一緒!ボクのかぶき町日記                                                    | バンダイナムコゲームス                 | 漫画『銀魂』のゲーム化 |
| 8月30日  | Chanter〜キミの歌がとどいたら#〜                                                        | インターチャネル・ホロン               | |
| 8月30日  | SIMPLE2000シリーズ Vol.120 THE 最後の日本兵〜美しき国土奪還作戦〜                       | ディースリー・パブリッシャー           | |
| 8月30日  | 水夏A.S+ Eternal Name                                                                   | ブロッコリー                           | 初回限定版あり |
| 8月30日  | beatmania II DX 13 DistorteD                                                            | コナミデジタルエンタテインメント       | |
| 8月30日  | 妖鬼姫伝 〜あやかし幻灯話〜                                                             | アイディアファクトリー                 | 限定版あり |
| 9月6日   | Another Century’s Episode 3 THE FINAL                                                   | バンプレスト                           | |
| 9月6日   | DEAR My SUN!!〜ムスコ★育成★狂騒曲〜                                                     | ディースリー・パブリッシャー           | 限定版あり |
| 9月6日   | EA SPORTS ラグビー08                                                                    | エレクトロニック・アーツ               | |
| 9月6日   | Grand Theft Auto: Liberty City Stories                                                  | カプコン                               | 『グランド・セフト・オートIII』に登場したリバティーシティを舞台とした作品。 |
| 9月6日   | Will o’ Wisp                                                                            | アイディアファクトリー                 | 限定版あり |
| 9月13日  | 死角探偵 空の世界〜Thousand Dreams〜                                                    | オークス                               | |
| 9月13日  | 実戦パチンコ必勝法! CRサクラ大戦                                                        | セガ                                   | |
| 9月20日  | 金色のコルダ2 アンコール                                                                | コーエー                               | |
| 9月20日  | セイント・ビースト 〜螺旋の章〜                                                         | マーベラスエンターテイメント           | 限定版あり |
| 9月20日  | ななついろ★ドロップス Pure!!                                                            | メディアワークス                       | 初回限定版あり |
| 9月20日  | バーンアウト ドミネーター                                                               | エレクトロニック・アーツ               | バーンアウトシリーズの1作品。 |
| 9月20日  | プリンセスコンチェルト                                                                  | ブロッコリー                           | デラックスパックあり |
| 9月20日  | マッデン NFL 08                                                                         | エレクトロニック・アーツ               | |
| 9月27日  | エンジェル・プロファイル                                                                | サイバーフロント                       | |
| 9月27日  | 今日からマ王! 眞マ国の休日                                                              | バンダイナムコゲームス                 | リミテッドBOXあり、ソフト単品版は2008年2月14日発売。 |
| 9月27日  | 最終試験くじら-Alive-                                                                   | ブロッコリー                           | 初回限定版あり |
| 9月27日  | ジェネレーション オブ カオス ディザイア                                                 | アイディアファクトリー                 | 『ジェネレーション オブ カオス』および『ジェネレーション オブ カオス ネクスト』のリメイク |
| 9月27日  | 必勝パチンコ★パチスロ攻略シリーズ Vol.11 新世紀エヴァンゲリオン〜まごころを、君に〜     | ディースリー・パブリッシャー           | |
| 9月27日  | ファンタシースターユニバース イルミナスの野望                                           | セガ                                   | 『ファンタシースターユニバース』の続編 |
| 9月27日  | BLEACH〜ブレイド・バトラーズ2nd〜                                                       | ソニー・コンピュータエンタテインメント | |
| 9月27日  | 悠久ノ桜                                                                                | アイディアファクトリー                 | 初回限定版あり |
| 10月4日  | GuitarFreaks & DrumMania V3                                                             | コナミデジタルエンタテインメント       | |
| 10月4日  | 実況パワフルメジャーリーグ2                                                             | コナミデジタルエンタテインメント       | |
| 10月4日  | 新世紀GPX サイバーフォーミュラ Road To The INFINITY 4                                   | サンライズインタラクティブ             | |
| 10月4日  | ドラゴンボールZ スパーキング!メテオ                                                     | バンダイナムコゲームス                 | |
| 10月4日  | 幕末恋華・花柳剣士伝                                                                    | ディースリー・パブリッシャー           | 雅の玉手箱あり |
| 10月11日 | アイドル雀士 スーチーパイIV                                                             | ジャレコ                               | コレクターズエディションあり |
| 10月11日 | アラビアンズ・ロスト〜The engagement on desert〜                                        | ビジュアルアーツ                       | 同名PCゲームの移植版 |
| 10月11日 | アルカナハート                                                                          | AQインタラクティブ                     | 同名アーケードゲームおよびその修正版にあたる『アルカナハート FULL!』の移植版。 |
| 10月11日 | 実戦パチスロ必勝法! 北斗の拳2 乱世覇王伝 天覇の章                                       | セガ                                   | |
| 10月17日 | スパイダーマン3                                                                         | アクティビジョン                       | 同名映画のゲーム化。 |
| 10月18日 | ギャラクシーエンジェルII 無限回廊の鍵                                                   | ブロッコリー                           | |
| 10月18日 | シーマン2 〜北京原人育成キット〜                                                        | セガ                                   | ドリームキャスト用ソフト『シーマン』の続編で、プレイにあたっては専用のマイクコントローラが必要。 |
| 10月18日 | NEOGEO オンラインコレクション ワールドヒーローズ ゴージャス                             | SNKプレイモア                          | 『ワールドヒーローズ』4作品を収録。 |
| 10月18日 | Palais de Reine                                                                         | インターチャネル・ホロン               | |
| 10月25日 | アルトネリコ2 世界に響く少女たちの創造詩                                                | バンプレスト                           | |
| 10月25日 | いつか、届く、あの空に。 〜陽の道と緋の昏と〜                                           | ラッセル・キュア                       | PCゲーム『いつか、届く、あの空に。』の移植版。初回限定版あり |
| 10月25日 | 家庭教師ヒットマンREBORN! Let’s暗殺!? 狙われた10代目!                                   | マーベラスエンターテイメント           | |
| 10月25日 | カラフルアクアリウム〜My Little Mermaid〜                                               | オークス                               | 初回限定版あり |
| 10月25日 | ゴッド・オブ・ウォーII 終焉への序曲                                                     | カプコン                               | ゴッド・オブ・ウォーシリーズ第2弾。 |
| 10月25日 | セガエイジス2500 Vol.31 電脳戦機バーチャロン                                            | セガ                                   | |
| 10月25日 | 熱帯低気圧少女                                                                          | オークス                               | 初回限定版あり |
| 10月25日 | バレーボール ワールドカップ 〜ヴィーナスエボリューション〜                              | スパイク                               | |
| 10月25日 | 高レート裏麻雀列伝 むこうぶち 〜御無礼、終了(ラスト)ですね〜                            | πアーツ                                | |
| 10月25日 | バルドバレット イクリブリアム                                                           | アリカ                                 | PCゲーム『BALDR BULLET』の移植版。 |
| 11月1日  | ジーワンジョッキー4 2007                                                                | コーエー                               | |
| 11月1日  | スーパーロボット大戦Scramble Commander the 2nd                                          | バンプレスト                           | |
| 11月1日  | MotoGP 07                                                                               | カプコン                               | |
| 11月8日  | NBAライブ 08                                                                            | エレクトロニック・アーツ               | |
| 11月8日  | 星色のおくりもの                                                                        | TAKUYO                                 | |
| 11月15日 | マネーすごろく カブコロ                                                                 | アーティン                             | |
| 11月15日 | 装甲騎兵ボトムズ                                                                        | バンダイナムコゲームス                 | 同名テレビアニメのゲーム化 |
| 11月15日 | 流行り神2 警視庁怪異事件ファイル                                                        | 日本一ソフトウェア                     | 「流行り神 警視庁怪異事件ファイル」シリーズ第2弾。 |
| 11月22日 | ワールドサッカー ウイニングイレブン 2008                                                | コナミデジタルエンタテインメント       | |
| 11月22日 | ウミショー                                                                              | 5gk                                    | テレビアニメ『ケンコー全裸系水泳部 ウミショー』のゲーム化 |
| 11月22日 | 四八（仮）                                                                              | バンプレスト                           | 「47都道府県ミステリー」と銘打たれた作品で、筒井康隆ら著名人が参加している。 |
| 11月22日 | ドカポンキングダム                                                                      | スティング                             | |
| 11月22日 | ハリー・ポッターと不死鳥の騎士団                                                        | エレクトロニック・アーツ               | |
| 11月22日 | ぱちんこ必殺仕事人III パチってちょんまげ達人13                                          | ハックベリー                           | |
| 11月22日 | ファイナルファンタジーXI アルタナの神兵                                                 | スクウェア・エニックス                 | 『ファイナルファンタジーXI』の拡張ディスク。ヴァナ・ディール コレクションあり |
| 11月22日 | ぷりサガ! 〜プリンセスをさがせ!〜                                                       | ヴューズ                               | 初回限定版あり |
| 11月29日 | Another Century’s Episode 2 Special Vocal Version                                       | バンプレスト                           | |
| 11月29日 | SDガンダム Gジェネレーション スピリッツ                                                 | バンダイナムコゲームス                 | |
| 11月29日 | スターティレイン-your past makes your future-                                           | プリンセスソフト                       | 初回限定版あり |
| 11月29日 | 戦国BASARA2 英雄外伝                                                                    | カプコン                               | |
| 11月29日 | ゼロの使い魔 夢魔が紡ぐ夜風の幻想曲                                                     | マーベラスエンターテイメント           | 初回限定版あり |
| 11月29日 | SIMPLE2000シリーズ Vol.121 THE ぼくの街づくり2 〜街ingメーカー2.1〜                     | ディースリー・パブリッシャー           | 『街ingメーカー2 - 続・ぼくの街づくり -』のリニューアル版 |
| 11月29日 | SIMPLE2000シリーズ Vol.122 THE 人魚姫物語〜マーメイドプリズム〜                         | ディースリー・パブリッシャー           | |
| 12月6日  | Grand Theft Auto: Vice City Stories                                                     | カプコン                               | 『グランド・セフト・オート・バイスシティ』の前日譚。 |
| 12月6日  | 召喚少女 〜ElementalGirl Calling〜                                                      | 角川書店                               | DXパックあり |
| 12月6日  | ディズニープリンセス 魔法の世界へ                                                       | ディズニー・インタラクティブ・スタジオ | ディズニープリンセスを題材とした作品 |
| 12月6日  | パイレーツ・オブ・カリビアン/ワールド・エンド                                           | ウォルトディズニージャパン             | 同名映画のゲーム化 |
| 12月6日  | 遊☆戯☆王デュエルモンスターズGX タッグフォースエヴォリューション                         | コナミ                                 | |
| 12月13日 | スペクトラルジーン                                                                      | アイディアファクトリー                 | |
| 12月13日 | はかれなはーと 君がために輝きを                                                         | ラッセル・ピュア                       | PCゲーム『はかれなはーと 誰がために君はある?』の移植版。限定版あり |
| 12月20日 | 実況パワフルプロ野球14決定版                                                            | コナミデジタルエンタテインメント       | |
| 12月20日 | NARUTO-ナルト-疾風伝 ナルティメットアクセル2                                            | バンダイナムコゲームス                 | 「ナルティメット」シリーズの1作品。 |
| 12月20日 | Piaキャロットへようこそ!!G.O.〜サマーフェア〜                                           | ピアッチ                               | |
| 12月20日 | ひぐらしのなく頃に祭 カケラ遊び                                                         | 加賀クリエイト                         | 『ひぐらしのなく頃に祭』の改良版で、『ひぐらしのなく頃に祭』本編に適用するためのアペンド版もある。 |
| 12月20日 | Myself ; Yourself                                                                       | イエティ                               | イエティにとって初めてのオリジナル作品。初回限定版あり |
| 12月20日 | ルイスと未来泥棒〜ウィルバーの危険な時間旅行                                            | ディズニー・インタラクティブ・スタジオ | アニメ映画『ルイスと未来泥棒』のゲーム化で、アニメ映画版の主人公の仲間ウィルバーの視点から物語が進行する。 |
| 12月27日 | 神曲奏界ポリフォニカ 3&4話完結編                                                        | ビジュアルアーツ                       | 『神曲奏界ポリフォニカ』シリーズのうち、第3話と第4話を収録。 |
| 12月27日 | スーパーロボット大戦OG外伝                                                              | バンプレスト                           | 『スーパーロボット大戦OG』シリーズの1作品で、「スーパーロボット大戦OG ORIGINAL GENERATIONS」の続編となる「EPISODE2.5 UNIFIED WISDOM」他を収録。 限定版あり                                                                       |
| 12月27日 | スロッターUPマニア9 アツ沖だぜ!めんそーれ-30&めんそーれ2-30                             | ドラス                                 | スロット機「めんそーれ」シリーズ2作品を収録。 |